# Helius (Eurhamphidia) pallens
Helius (Eurhamphidia) pallens is een tweevleugelige uit de familie steltmuggen (Limoniidae). De soort komt voor in het Oriëntaals gebied.